# Marché Atwater

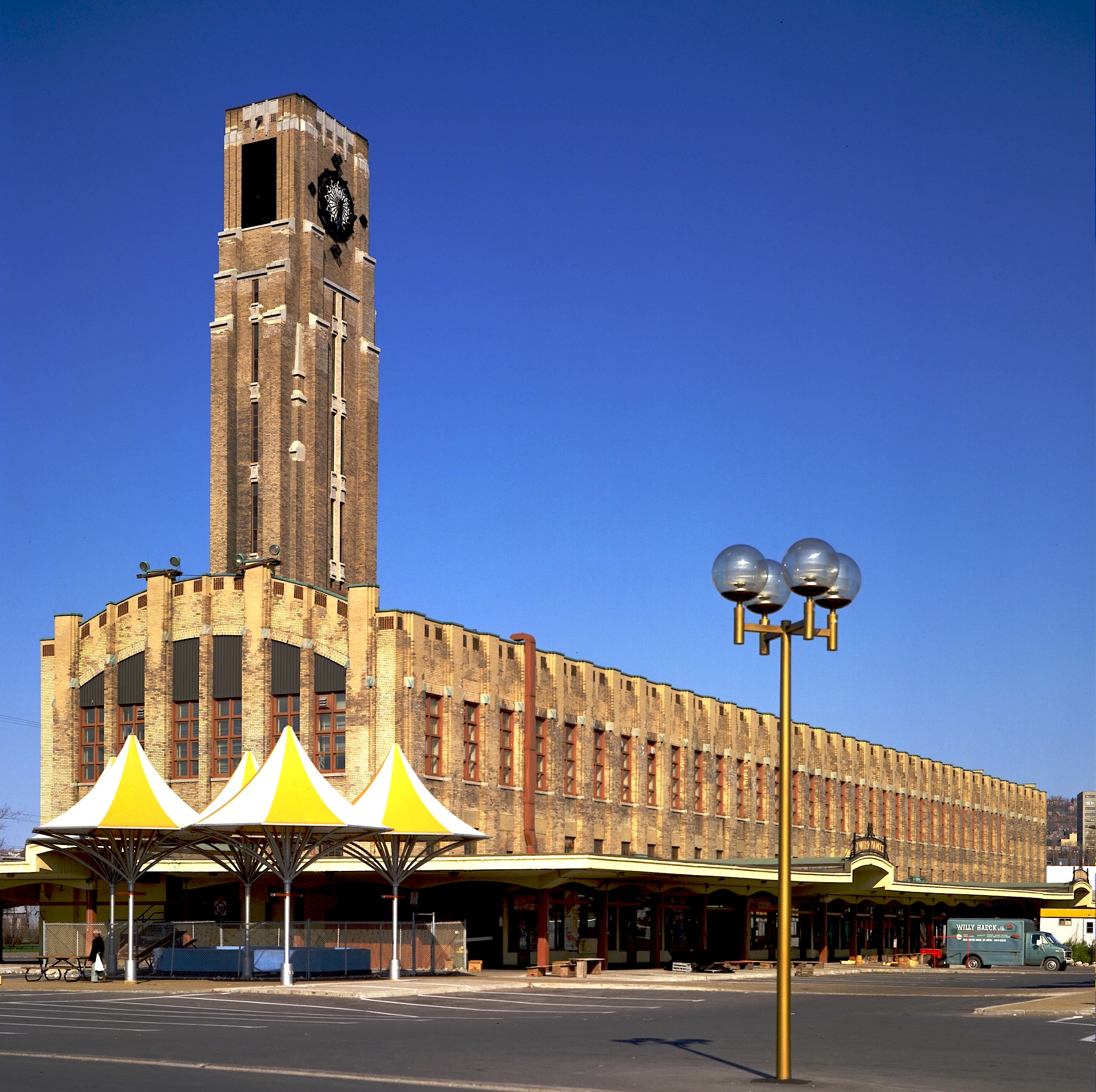
Mercado Atwater

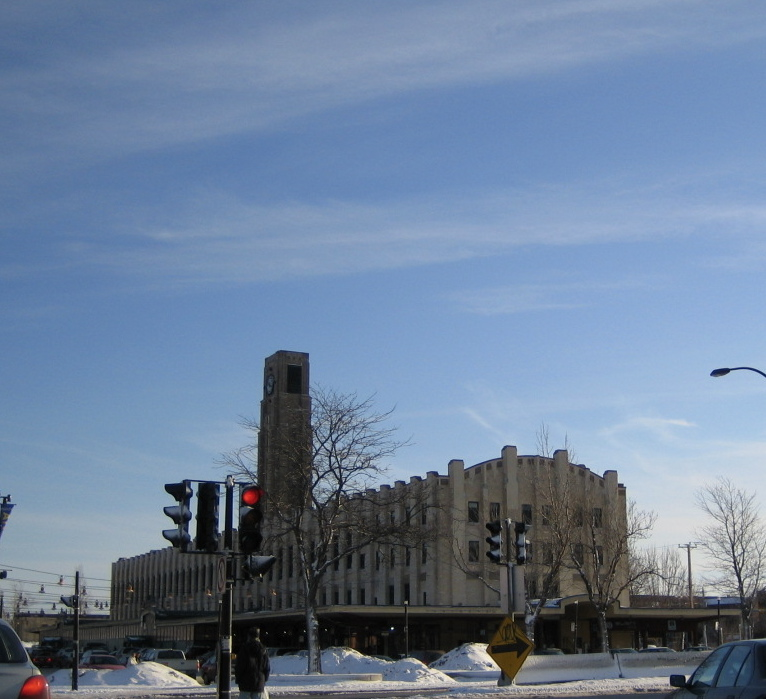
Vista de inverno

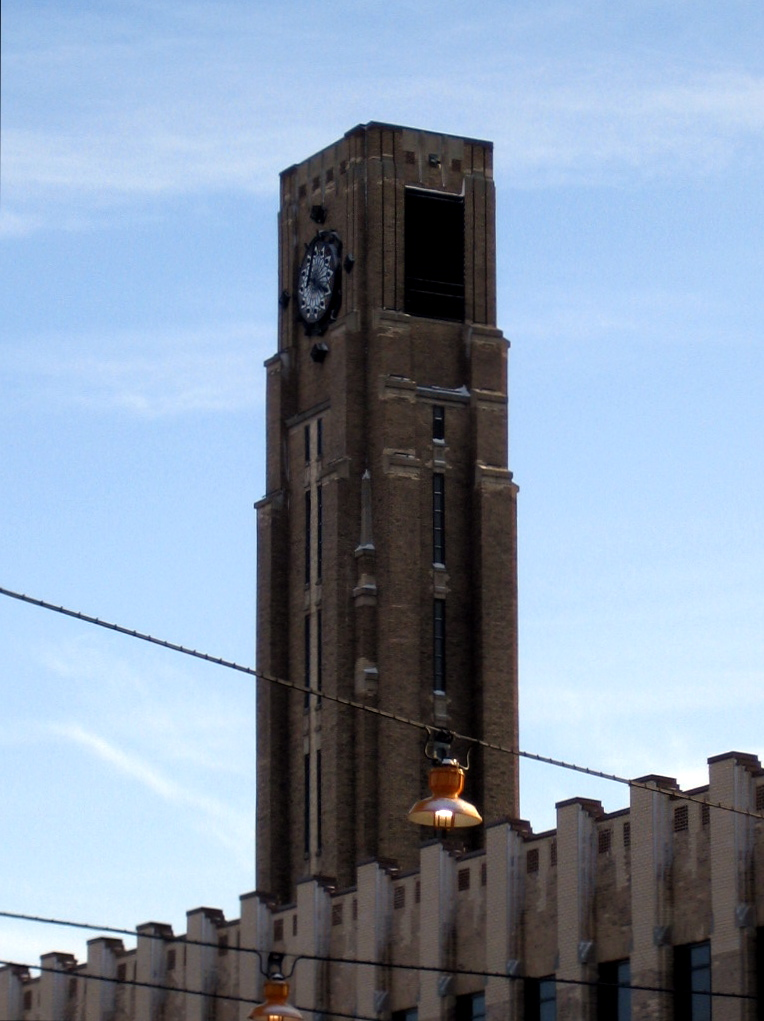
Torre do mercado

O marché Atwater (mercado Atwater) é um mercado público situado no distrito sudoeste da cidade de Montreal, na província de Quebec, Canadá. Aberto desde 1933, o mercado que está instalado em uma construção em estilo art déco situa-se na avenida Atwater, próximo do Canal de Lachine e da estação Lionel-Groulx de metrô. Enquadra-se nas ruas Sainte-Émilie e Saint-Ambroise, bem como a avenida Greene. Uma ponte para pedestres utilisada também por bicicletas o liga até a rua Saint-Patrick.
Agricultores e artesãos comercializam seus produtos no mercado Atwater. Encontra-se grande variedade de carnes, algumas com origem na agricultura orgânica.
O terceiro andar do edifício sofreu danos em um incêndio ocorrido em 7 de dezembro de 2002 causado pelo superaquecimento de um condutor elétrico.

## Origem do nome
O nome do mercado provém da avenida Atwater, que por sua vez recebeu este nome em homenagem de Edwin Atwater (1808-1874), conselheiro municipal pelo distrito de Saint-Antoine. A rua recebeu este nome em 1871.